# خواجه ذکاالدین
خواجه ذکاالدین (انگلیسی: Khwaja Zakauddin؛ زادهٔ ۲۷ اکتبر ۱۹۳۶) بازیکن هاکی روی چمن اهل پاکستان بود.
وی در مسابقات کشوری و بین‌المللی در مجموع برندهٔ ۳ مدال طلا، ۲ مدال نقره شده‌است.